# Whitlockska huset

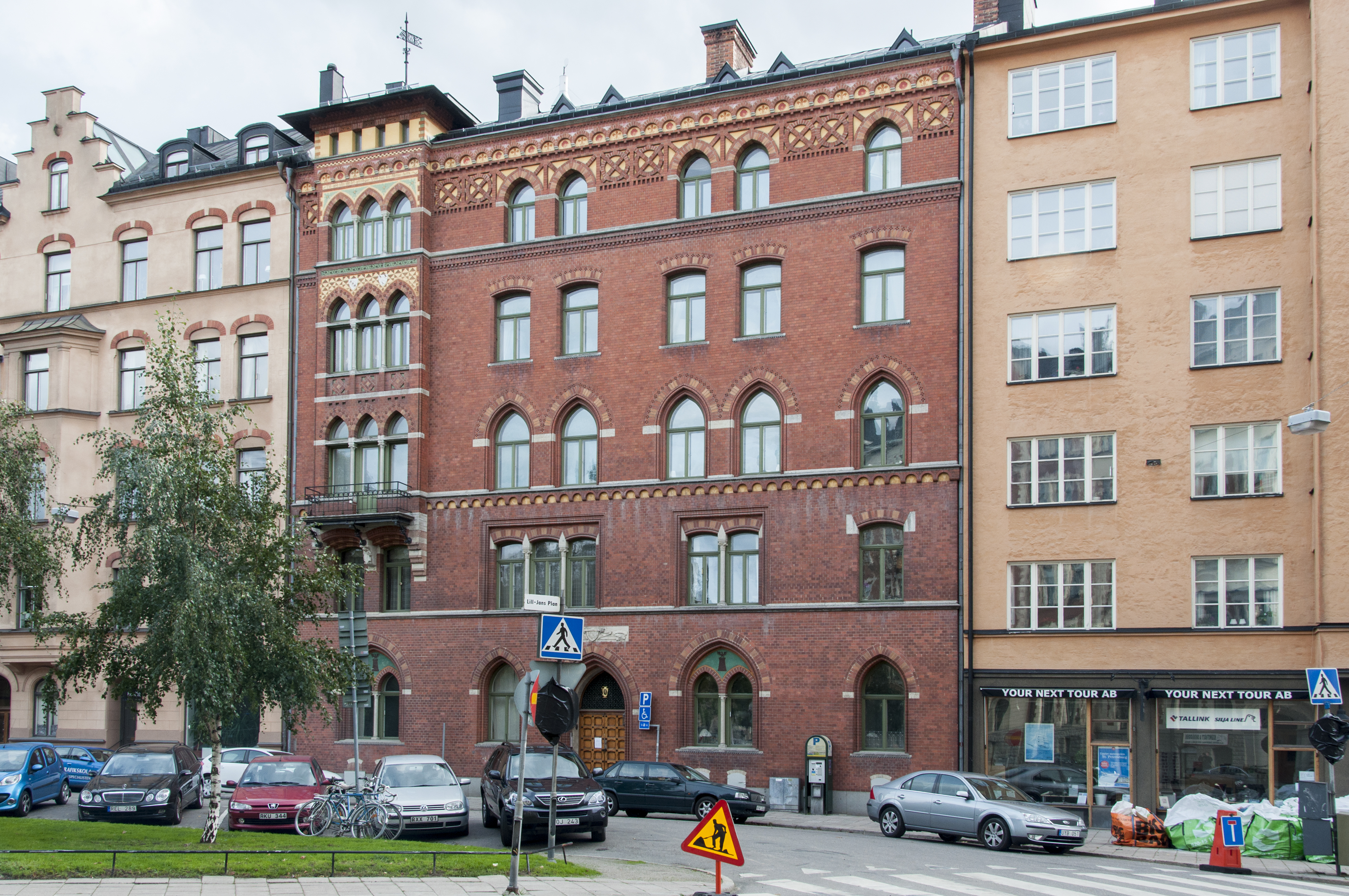
Whitlockska huset

Whitlockska huset är ett byggnadsminnesmärkt bostadshus vid Lill-Jans Plan 4 i kv Tallen 21 på Östermalm i Stockholms innerstad.
Hyreshuset med det tillhörande gårdshuset restes enligt arkitekten Gustaf Lindgrens ritningar 1887-88 för änkefru Sophie Whitlock. Gathuset reser sig mot Lill-Jans Plan i fem våningar med ateljé i vindsvåningen. Fasaden av mörkrött maskinslaget tegel med inslag av natursten i listverk visar drag både av gotik och nyrenässans, och är omsorgsfullt utformad med mönstermurning och blinderingar. Burspråket är asymmetriskt placerat och fortsätter över taklisten. Olikfärgade tegel har använts i burspråk och spetsbågiga fönstervalv.
I den ursprungliga dispositionen fanns ett enkelrum för portvakt i bottenvåningen. Dessutom lägenheter om 1 respektive 3 rum och kök. I de övre våningarna var det en lägenhet per plan om 5 eller 4 rum och kök med jungfrukammare.
Sophie Whitlocks våning var rikt påkostad med salong i stjärnparkett och väggar med sockelpanel och fält indelade av ornerade stucklister. Dörrarnas överstycken var dekormålade av signaturen F. Thulin. I taket löpte en bred kälad taklist dekorerad bland annat förgyllda franska liljor och hörnen smyckade med kartuscher med fru Whitlocks initialer.
På gården uppfördes ett trekantigt gårdshus i italiensk villastil med tegeldekorerad fasad som portvaktshus (vilket nu har blivit tvättstuga).
Anläggningen är välbevarad och är förklarad för byggnadsminne.

## Fasaddetaljer

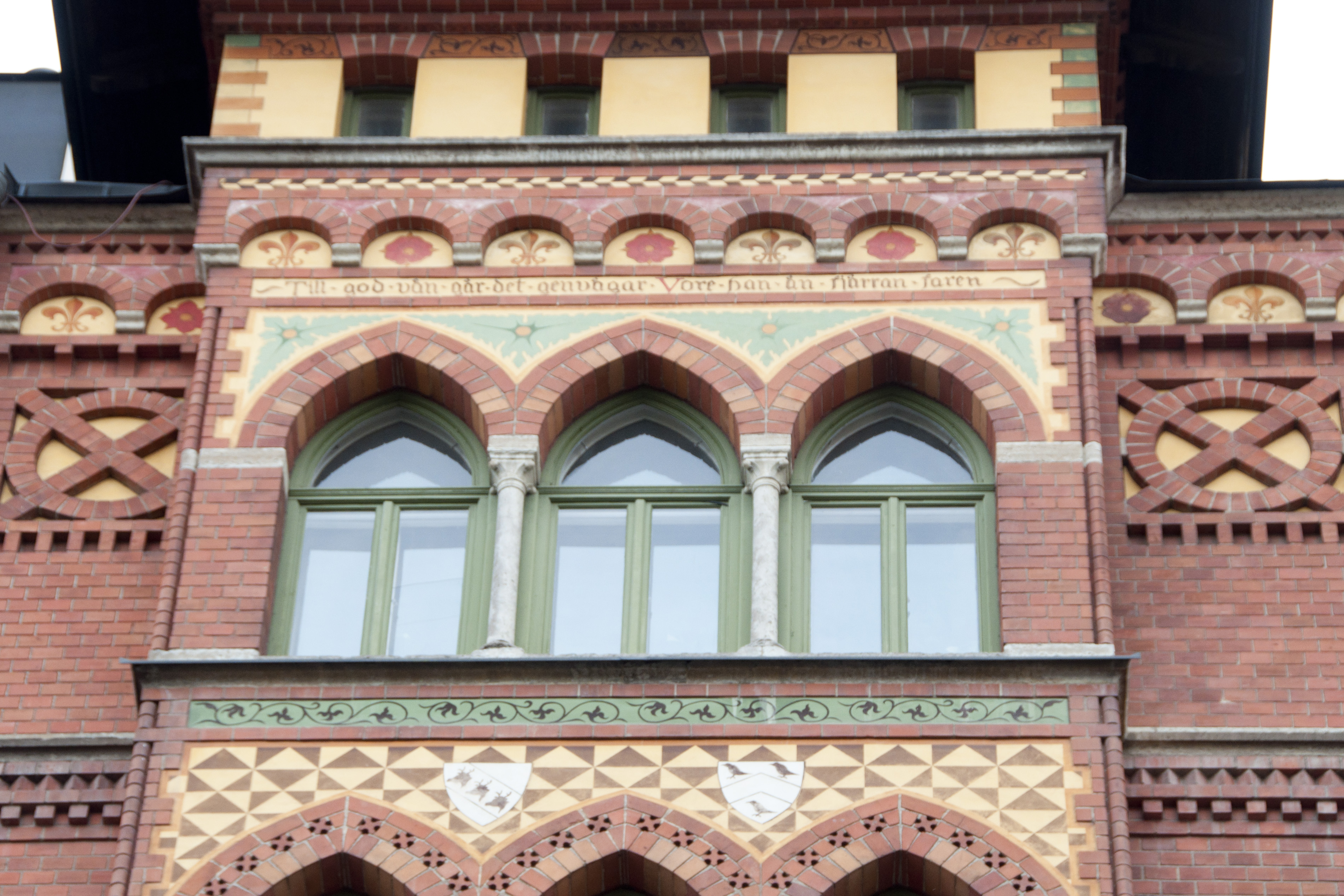
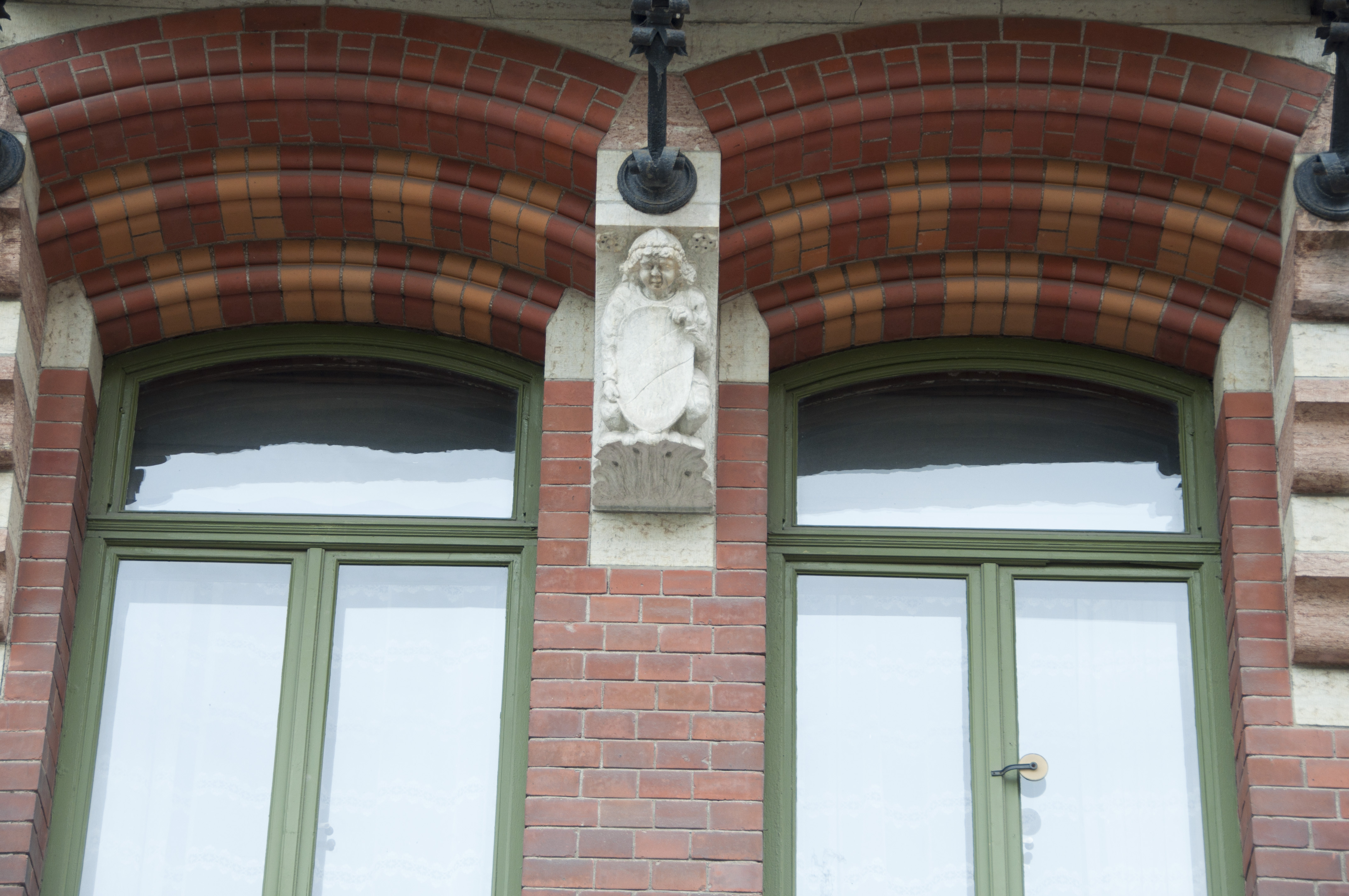
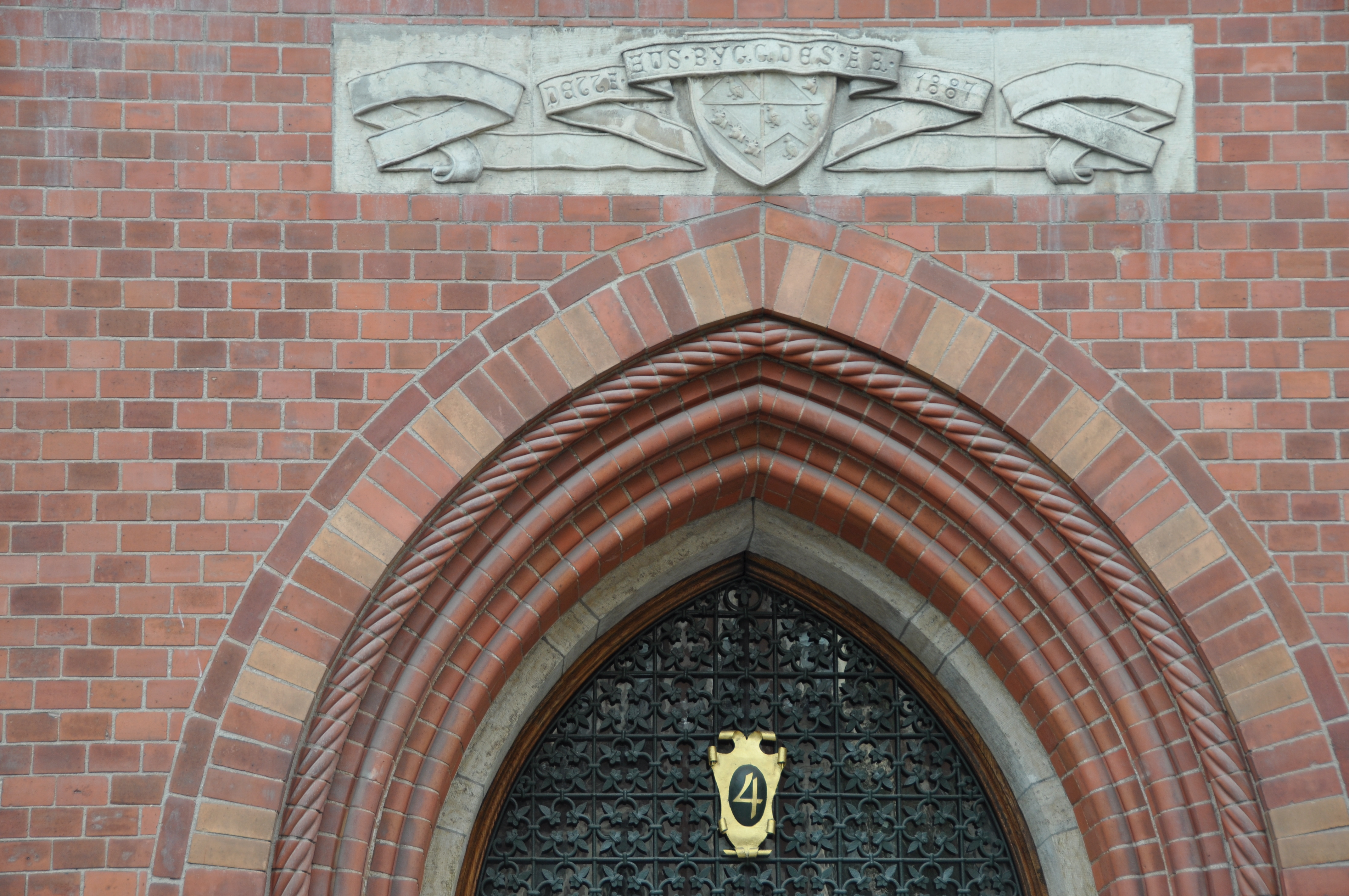
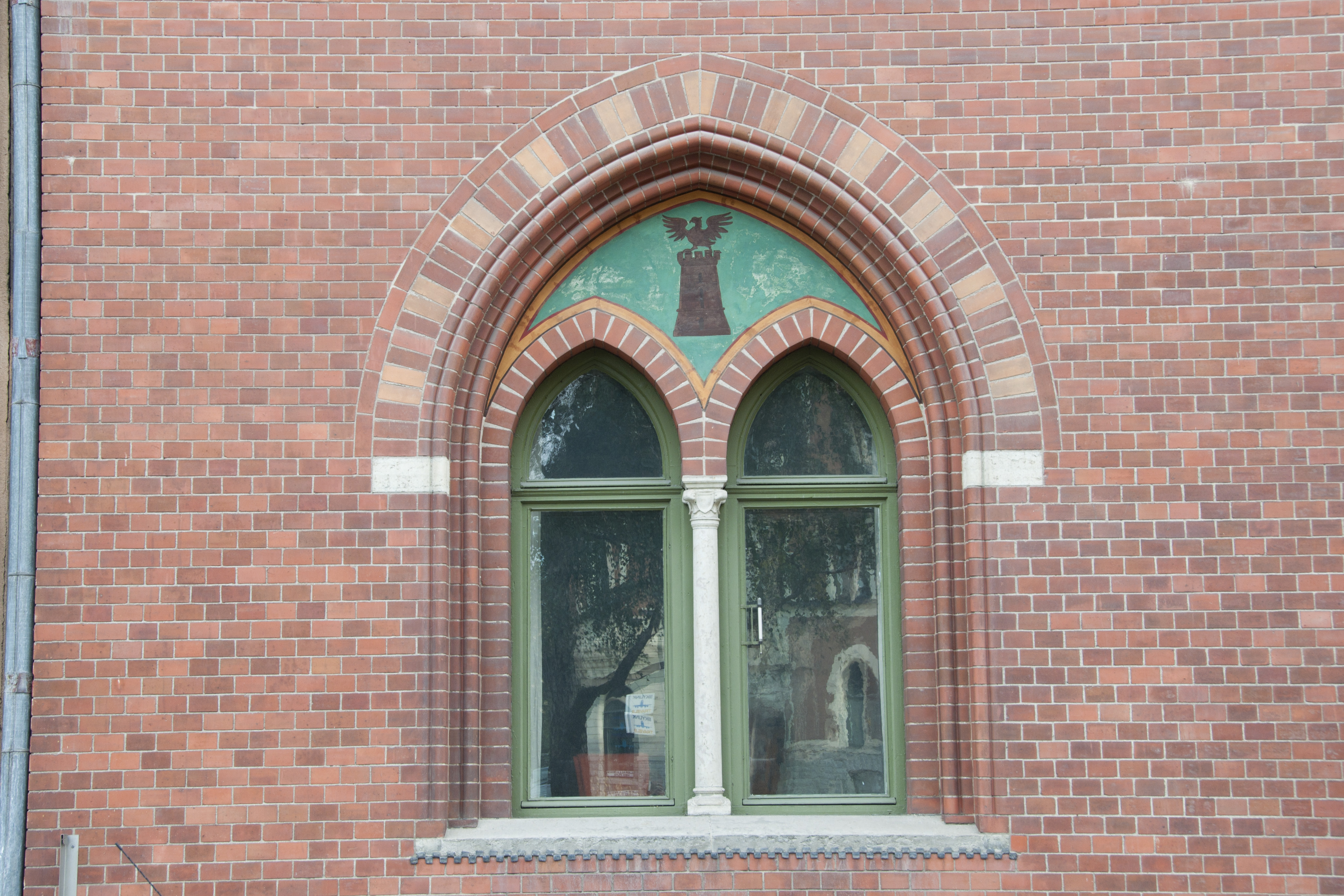